# 溫坎頓
溫坎頓（Wincanton）是英國西南部的一個城鎮，位於索美塞特郡。據2011年人口普查，溫坎頓有人口5,272人。在這裡發現了青銅時代的遺跡。